# Bike sharing

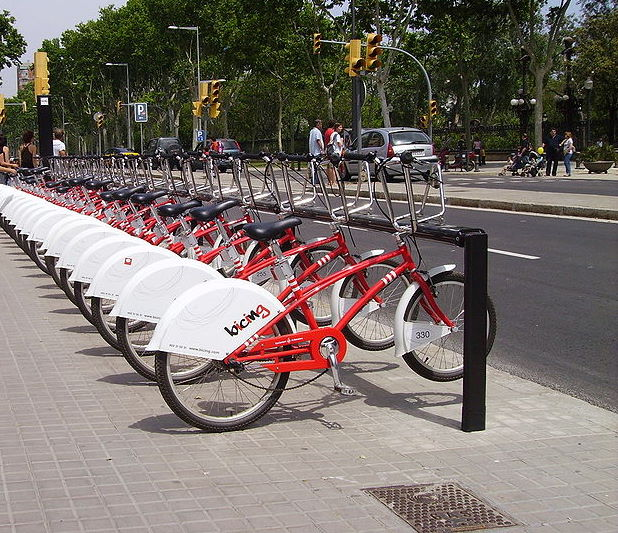
Una stazione di bici condivise Bicing a Barcellona.

La bici condivisa (in inglese bike sharing, traducibile come "condivisione della bicicletta") è uno degli strumenti di mobilità sostenibile a disposizione delle amministrazioni pubbliche che intendono aumentare l'uso dei mezzi di trasporto pubblici (autobus, tram e metropolitane), integrandoli sia tra loro (trasporto intermodale) sia con l'uso delle biciclette condivise per i viaggi di prossimità dove il mezzo pubblico non arriva o non può arrivare. È quindi una possibile soluzione al problema del cosiddetto "ultimo chilometro", cioè quel tratto di percorso che separa la fermata del mezzo pubblico dalla destinazione finale dell'utente.

## Descrizione

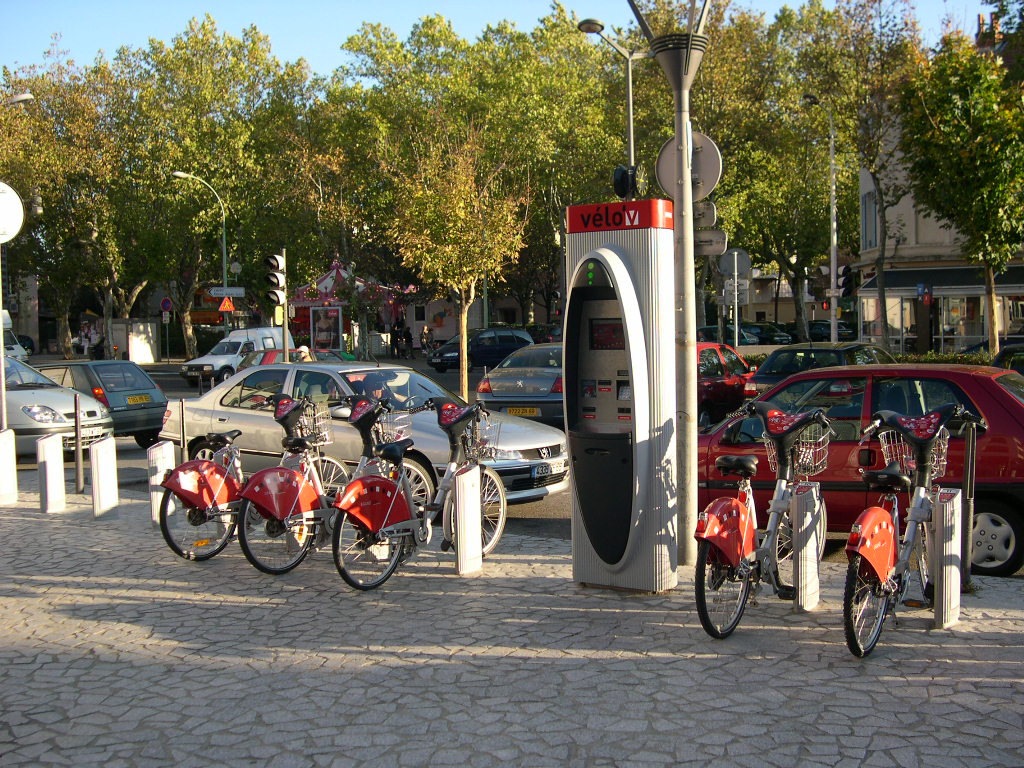
Vélo'v a Lione.

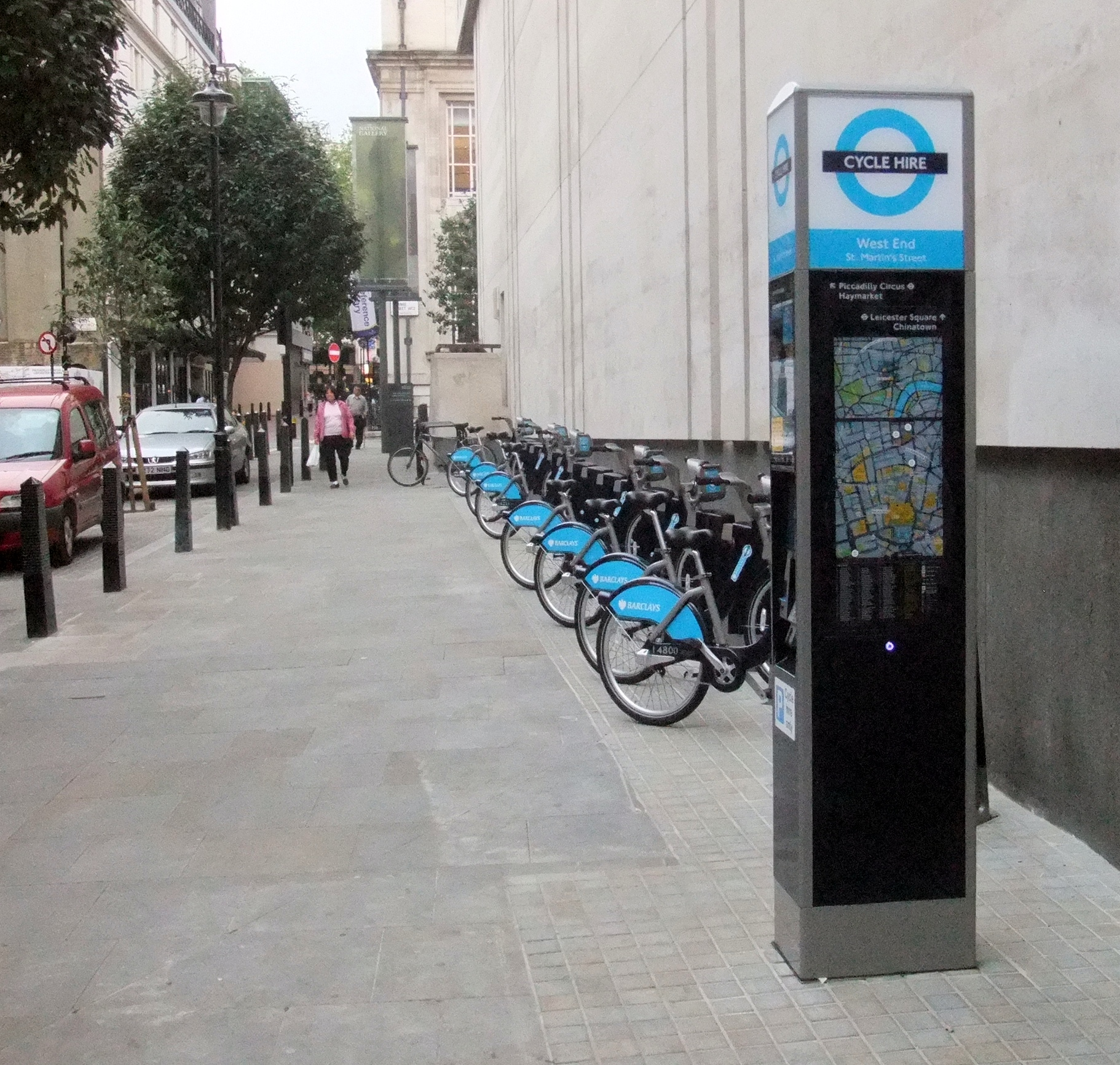
Barclays Cycle Hire a Londra.

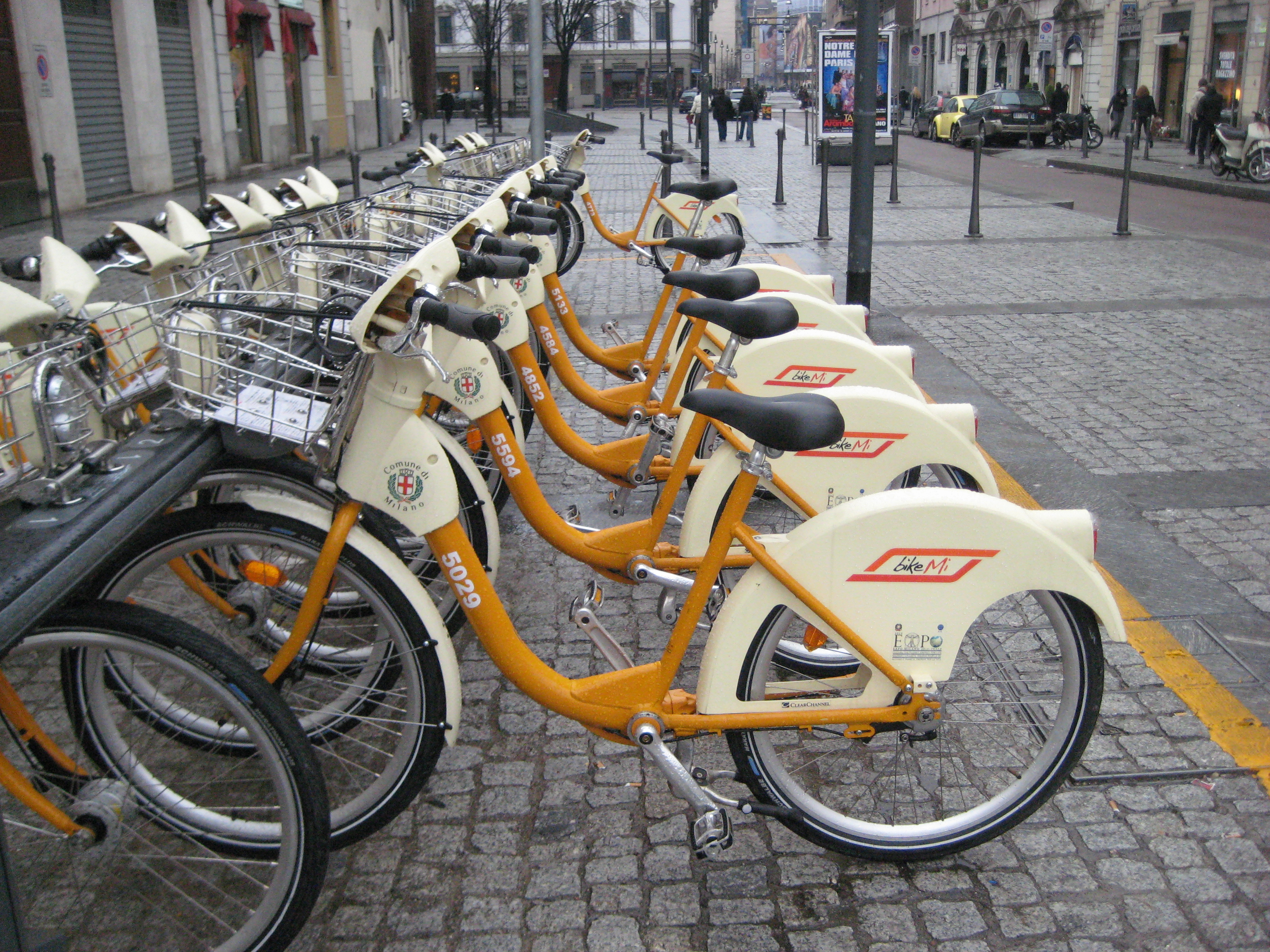
Un parcheggio di bici condivise BikeMi a Milano.

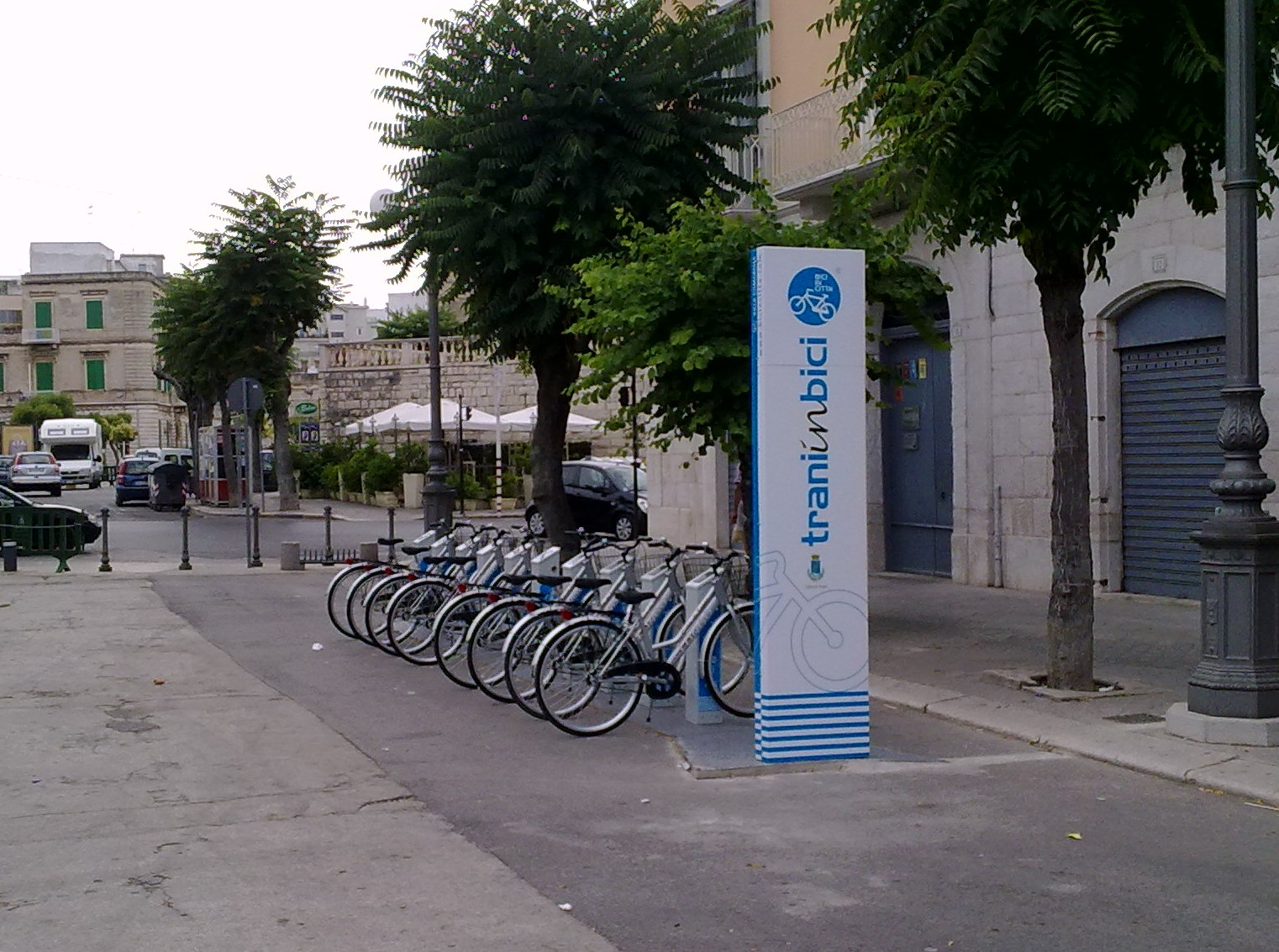
Una delle 4 postazioni di bici condivisa a Trani (BT).

Il servizio di bici condivise si divide in due principali tipologie:
- a stazioni fisse
- a flusso libero

### A stazioni fisse
I servizi a stazioni fisse prevedono l'installazione di stazioni in diversi punti della città dove collocare le biciclette. Le biciclette sono assicurate meccanicamente a una struttura (colonnina o barra) e sono utilizzabili dopo averle sbloccate con una tessera senza contatto (RFID) o tramite applicazioni per cellulari.
Il servizio non è quindi generalmente usufruibile da tutti ma richiede una registrazione: in questo modo si scoraggiano i furti poiché si è a conoscenza di chi ha utilizzato la bicicletta e quando.
Generalmente la bicicletta condivisa a stazioni fisse si differenzia dal noleggio in quanto "premia" gli spostamenti brevi; infatti, in molti casi, è prevista una fascia gratuita di mezz'ora o un'ora. Gli utilizzi più lunghi vengono invece scoraggiati mediante una tariffazione che aumenta esponenzialmente, secondo la logica che, trattandosi di condivisione, la bicicletta dev'essere messa a disposizione di altri utilizzatori. Esistono anche sistemi, installati soprattutto nelle città più piccole, completamente gratuiti (salvo il pagamento di una cauzione per la tessera o la chiave). Il servizio è generalmente attivo 24 ore su 24, ma esistono anche sistemi vincolati a un orario.

### A flusso libero
I servizi a flusso libero prevedono uno schema in cui le biciclette sono disposte liberamente, senza la necessità di stazioni. Ogni bicicletta è dotata di un dispositivo di blocco, solitamente sulla ruota posteriore. Lo sblocco delle biciclette avviene tramite un'applicazione per cellulare, previa registrazione e inserimento dei dati della carta di credito. Le tariffe sono variabili, in alcuni casi lo sblocco della bici è a pagamento e poi viene addebitata una tariffa per ogni minuto di noleggio. Esistono anche pacchetti di minuti e abbonamenti.
Questi servizi si sono sviluppati in Italia a partire dal 2016 a seguito dell'attività di alcune aziende cinesi Ofo e Mobike.
Le maggiori critiche a questo tipo di bicicletta condivisa sono derivate dal fatto che le bici spesso vengono parcheggiate in modo scorretto, sui marciapiedi o comunque intralciando pedoni, passeggini e disabili. In alcuni casi sono state definite apposite aree dove le biciclette devono essere parcheggiate o l'applicazione usata per il noleggio non interrompe l'addebito se la biciletta non viene parcheggiata in una determinata area.

### Finanziamenti
Molti dei servizi su abbonamento funzionano grazie a partenariati pubblici e privati. Parecchie città europee, tra le quali Lione, Parigi, Londra, Barcellona e Stoccolma, hanno preso accordi con compagnie pubblicitarie che forniscono il comune con migliaia di biciclette a titolo gratuito (o sottocosto). In cambio alle agenzie pubblicitarie viene permesso di apporre della pubblicità sia sulle biciclette sia in altri punti della città.

## Diffusione
Nel resto dell'Europa, tra le iniziative di questo tipo di maggior successo vi è il Vélib' di Parigi e il Bicing di Barcellona. Dal luglio 2010 è attivo anche a Londra un sistema di bici condivisa, offerta dal servizio Barclays Cycle Hire.

### In Germania
Call a Bike è uno dei servizi di noleggio della Deutsche Bahn, presente in molte città. Il sistema esiste in varie versioni e non funziona secondo lo stesso principio in ogni luogo. Una volta registrati, i clienti possono in ogni caso prendere in prestito le biciclette, nel rispetto delle norme vigenti. Già 430.000 utenti registrati hanno accesso a circa 7.000 bici.

### In Israele

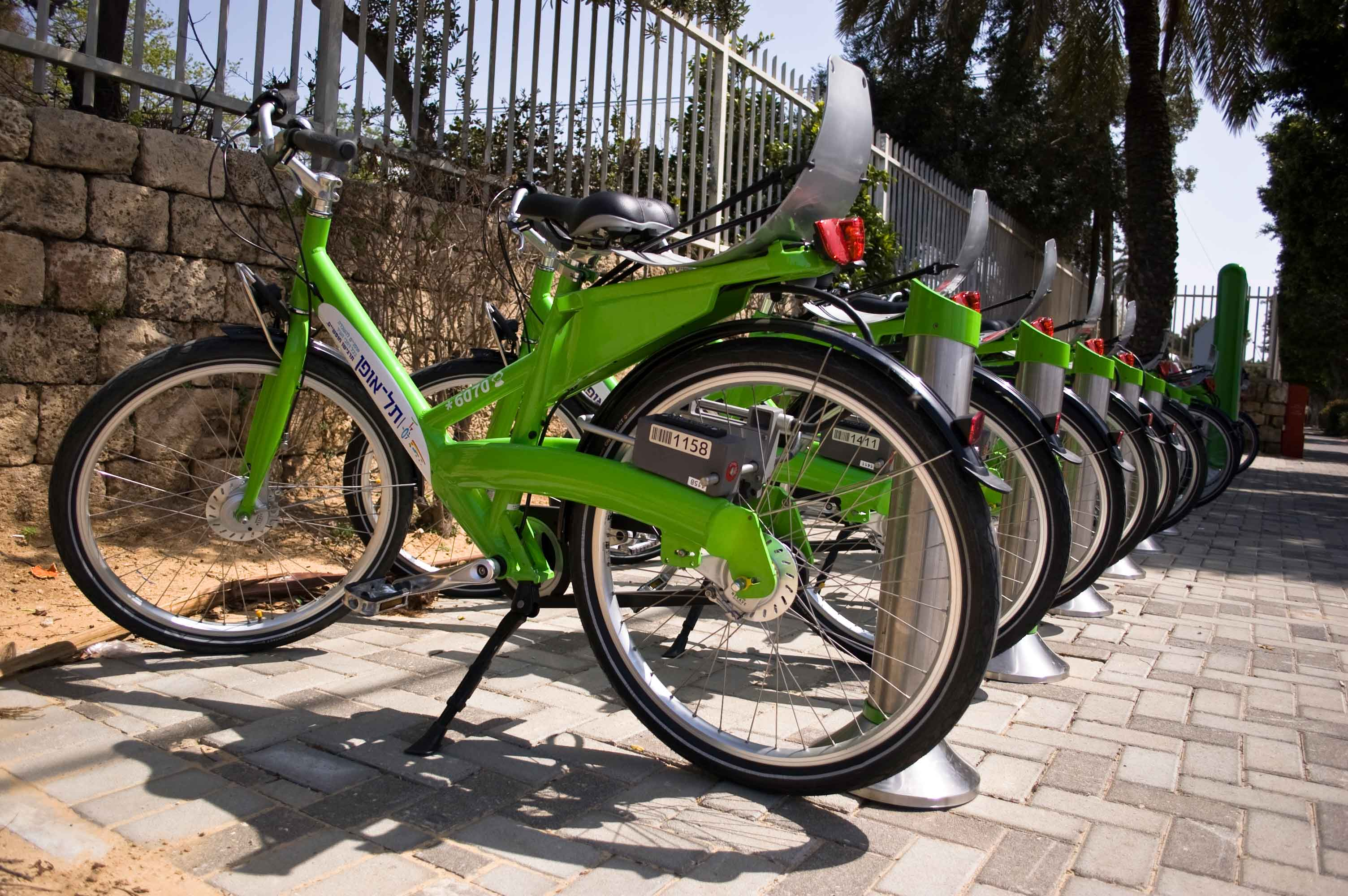
Biciclette del Tel-O-Fun di Tel Aviv

Tel-O-Fun (in ebraico: תל - אופן) è un servizio di bici condivisa che offre la città di Tel Aviv da parte dei servizi privati aziendali FSM terra. L'obiettivo principale del servizio è quello di ridurre la circolazione dei veicoli all'interno della città. Il progetto mira inoltre a ridurre l'inquinamento atmosferico, creano un'atmosfera accogliente nella città, e favorire l'attività fisica. Il nome del servizio in lingua inglese è un insieme delle parole "Tel Aviv" e fun quest'ultima nel significato: "per piacere", "divertimento". In ebraico la parola "Ofan" (אופן) è la ruota.

### In Italia
Le città dotate di sistemi di bici condivisa in Italia sono 132. Il servizio è attivo sia nelle grandi aree metropolitane (Milano, Roma, Torino, Napoli, Bologna), sia nelle grandi città (Bari, Brescia, Bergamo, Catania, Padova, Palermo, Trieste, e Verona), sia in città medio-piccole (ad esempio Udine, Benevento, Marcon, Trani, Monopoli e Busto Arsizio).
Le prime a dotarsi del sistema di bici condivisa in Italia furono le città di Cuneo, Parma e Savigliano.
Oltre che per le caratteristiche e la grandezza dei territori serviti i servizi di bici condivisa si differenziano tra loro per vari aspetti quali la capillarità delle stazioni, i piani tariffari, le modalità di utilizzo e di restituzione dei mezzi forniti e la loro tipologia. È particolarmente interessante in questo senso il servizio di Genova, effettuato a mezzo di biciclette elettriche che aiutano a superare i numerosi dislivelli della città.
Le maggiori aziende che hanno installato le reti di condivisione di biciclette in Italia sono TMR (sistema con app) e Bicincittà (sistema a tessera senza contatto). Fa eccezione Milano che si è affidata alla multinazionale statunitense della pubblicità Clear Channel (presente anche in altri paesi europei) e a Ride Movi. Il sistema TMR (youMove) con tecnologia con app è utilizzato per i servizi di Palermo, Catania Archiviato il 7 febbraio 2022 in Internet Archive., Enna, Bracciano, Capo d'Orlando e Lucca. Nello specifico, quest'ultimo trattasi di un sistema di bici condivisa merci a stazioni sperimentale.
Nella zona centro-occidentale della provincia di Torino dal 20 settembre 2008 è attivo il sistema BiciinComune, coordinato dal Patto Territoriale Zona Ovest di Torino e con all'attivo 22 stazioni di distribuzione sul territorio tra Collegno, Grugliasco, Rivoli, Venaria Reale, Alpignano e Druento, che raggiungono un bacino di utenza di quasi 200.000 residenti. È possibile prelevare e riconsegnare le biciclette in uno qualunque dei comuni aderenti e in una qualsiasi stazione, anche se diversa dal comune di partenza, ed è attivo un portale Internet con informazioni sul servizio. Il servizio è poi stato integrato con il [TO]Bike, servizio di bici condivisa della città di Torino. Questa fusione tra i due diversi sistemi ha sancito, di fatto, il primo servizio di bici condivisa metropolitano.
Il sistema di bici condivise di Milano (BikeMi) con 320 stazioni attive e 5.380 biciclette (4.280 a pedalata muscolare, 1.000 elettriche e 150 a pedalata assistita con seggiolino per bambini) è il sistema più esteso ed utilizzato d'Italia. Nel 2016 sono stati effettuati 3,6 milioni di prelievi e gli abbonamenti sono 55.000. Il 21 settembre 2016 si è raggiunta la cifra record di 21.699 prelievi. Dal 30 aprile 2016 è il primo sistema integrato al mondo con biciclette tradizionali, elettriche e per bambini. Il PUMS della città prevede un ampliamento del sistema a 650 stazioni e 13.500 biciclette entro il 2020. Dal 30 agosto 2017 è stata avviata una sperimentazione triennale del sistema a flusso libero Mobike con 2.500 biciclette (su 8.000 previste entro ottobre 2017), il primo in Italia. 
Al Sud Salerno, da maggio 2012, ha avviato un sistema di bici condivise, in collaborazione con gli esercizi commerciali cittadini. Da luglio 2014, è attivo un servizio di bici condivisa elettrico, denominato BkS. La bici condivisa dal 2012 è presente anche nella città di Cagliari: il servizio è stato creato in concomitanza alla creazione delle prime piste ciclabili della città sarda. Nel 2013 è stato inaugurato CicloPi, il sistema di bici condivisa di Pisa che in 3 anni ha raggiunto 4300 abbonati e 24 stazioni.
Da agosto 2014 vengono installate 10 ciclostazioni di Bike Sharing Napoli, progetto di ricerca dell'associazione Cleanap che ha vinto il bando “Smart Cities and Communities and Social Innovation” del MIUR – PON Ricerca e Competitività 2007-2013, cofinanziato con risorse del FESR per le Regioni della Convergenza, supportato dal Comune di Napoli e da ANM..
Nel dicembre 2015 il sistema di bici condivise è stato introdotto anche a Palermo, con 420 biciclette pubbliche in 37 stazioni, situate in diverse zone del capoluogo siciliano.
A Treste il servizio è entrato in funzione a partire dal 11 gennaio 2020 con il nome di BiTs, la rete fa parte dell'azienda Bicincittà, la quale ha affidato la gestione alla Trieste Trasporti

### Servizi di biciclette pubbliche condivise
- AmiGo (Catania, Palermo)
- Bicing (Barcellona)
- BuBi (Budapest)
- Bycyklen (Copenaghen)
- Vélo'v (Lione)
- Barclays Cycle Hire (Londra)
- BiciMAD  (Madrid)
- Decobike (Miami)
- BikeMi (Milano)
- Citi Bike (New York)
- Monabike (Principato di Monaco)
- BIXI Montréal (Montreal)
- Velo Bleu (Nizza)
- Vélib' (Parigi)
- Cy'clic (Rouen)
- Sevici (Siviglia)
- TOBike (Torino)
- Valenbisi  (Valencia)
- City Bike (Vienna)

### Imprese private
- Mobike
- Ofo
- Lime (azienda)